# Ábrahám Ganz
Pour les articles homonymes, voir Ganz.
Ábrahám Ganz, né le 6 février 1814 à Embrach et mort le 15 décembre 1867 à Pest, est un ingénieur hongrois d'origine suisse. Fondateur des compagnies Ganz en 1844, il est l'un des pionniers de l'industrie lourde en Hongrie. Spécialisée en fonderie et en construction mécanique, sa société détient de nombreux brevets concernant la réalisation des essieux ferroviaires.
Sa firme installée à Budapest devint peu à peu renommée pour ses constructions de matériels ferroviaires électriques (tramway, locomotives).
En 1959, la société Ganz fusionne avec le constructeur national MÁVAG pour former l'entreprise Ganz-MÁVAG.